# 리타 갬
리타 갬(Rita Gam, 1927년 4월 2일 ~ 2016년 3월 22일)은 미국의 배우이다.

## 영화
- 왕중왕 (1961년 영화)
- 콜걸 (1971년 영화)

## 텔레비전
- 만닉스